# 斯特拉斯堡围困战
斯特拉斯堡圍困戰（英語：Siege of Strasbourg）發生在普法戰爭，並且導致法蘭西第二帝國在1870年9月28日放棄堡壘。

## 背景
韦特战役之后，腓特烈·威廉王储派奥古斯特·冯·韦尔德将军向南进攻斯特拉斯堡要塞。当时斯特拉斯堡（和梅茨）被认为是法国最坚固的要塞之一。韦尔德的部队由4 0000名来自符腾堡与巴登的士兵组成。两地与斯特拉斯堡正好隔莱茵河相望。1 7000名法国驻军由68岁的于利什将军指挥。

## 发起炮击
韦尔德明白占领该城的重要，排除了长期饥饿围城的可能。取而代之的是采取快速行动，炮击防御工事与平民迫使其投降。
8月23日韦尔德的攻城炮向城内开火，城内损失巨大，许多历史地标被毁。斯特拉斯堡大主教前去向韦尔德乞求停火，市民们建议如其停止炮击每日可向韦尔德支付10万法郎。于利什却对妇人之仁嗤之以鼻，韦尔德也认识到以其所有的弹药不能持续这种炮击。
8月24日，继设于哥特式风格的前多米尼可教堂内的市政图书馆之后，美术博物馆也毁于火灾，中世纪的手稿（包括最著名的《乐园集》(Hortus deliciarum)）、稀有的文艺复兴书籍和罗马手工艺品等独特收藏付之一炬。

## 围城
韦尔德继续炮击城内，这次的目标是选定的防御工事。碉堡瞬时成为一堆瓦砾，德军包围圈向城内急剧靠拢。9月11日，一个瑞士官方代表团来到城市疏散非战斗人员。代表团也带来了法国在色当战役中战败的消息，这意味着无人会前来斯特拉斯堡解围。9月19日残存的市民要求于利什交城投降，但被拒绝。于利什相信固防仍是可能的。但是当天韦尔德又轰平并占领了该城的一处防御工事。此事令于利什开始重新考虑他的城防能力。9月27日于利什开始与韦尔德谈判，一天后该城投降。

## 后续
攻下斯特拉斯堡使韦尔德部得以在法国南部进行进一步调动。他的下一个行动是进攻贝尔福城，该城于11月被围。

## 资料来源
- Howard, Michael The Franco-Prussian War New York, 1962